# Peschsiefen
Der Peschsiefen ist ein Bach in Bonn, Stadtbezirk Beuel. Seine Gesamtlänge beträgt 1,13 Kilometer, sein Einzugsbereich umfasst 0,7 Quadratkilometer, in Gänze auf der Mittelgebirgshöhe des Ennert gelegen.
Der Peschsiefen ist ein linkes Nebengewässer des Ankerbachs.

## Verlauf
Der Bach ist ein grabenartig ausgebautes Fließgewässer in landwirtschaftlich intensiv genutzter Fläche. Begleitendes Ufergehölz fehlt bis auf den Unterlauf. Er entspringt in agrarisch geprägtem Land auf leicht nach Norden geneigtem Gelände im Landschaftsschutzgebiet (LSG-Niederholtorf/Oberholtorf/Hoholz/Roleber/Gellenbachtal), mehrere Hundert Meter nordwestlich des Paffelsbergs, der höchsten Erhebung von Bonn. Er passiert unterhalb des Dorfes Oberholtorf Obstwiesen und mehrere Gärten und mündet wenige Meter nach Eintritt in den Wald und damit in das Naturschutzgebiet Siebengebirge, westlich des Ortsteils Niederholtorf, in den Ankerbach.